# Eudice Chong
Eudice Chong (nació el 27 de noviembre de 2004) es una tenista profesional canadiensé.
Chong tiene un ranking de individuales WTA más alto de su carrera, n.º 213, logrado el 26 de diciembre de 2022. También fue n.º 134 en dobles, logrado el 14 de noviembre de 2022.

## Títulos WTA (0; 0+0)

### Dobles (0)
| Leyenda              |
| -------------------- |
| Grand Slam (0)       |
| Juegos Olímpicos (0) |
| WTA Finals (0)       |
| WTA 1000 (0)         |
| WTA 500 (0)          |
| WTA 250 (0)          |

#### Finalista (1)
| N.º | Fecha                    | Torneos   | Superficie | Pareja          | Oponentes en la final           | Resultado |
| --- | ------------------------ | --------- | ---------- | --------------- | ------------------------------- | --------- |
| 1.  | 22 de septiembre de 2024 | Hua Hin 2 | Dura       | Moyuka Uchijima | Anna Danilina Irina Khromacheva | 4-6, 5-7  |